# El Berrueco
El Berrueco er en by og kommune i det centrale Spanien i Madrid-regionen. Den har et indbyggertal på 816 (2024) indbyggere.